# Liste der Abgeordneten zum Salzburger Landtag (11. Gesetzgebungsperiode)
Diese Liste der Abgeordneten zum Salzburger Landtag 11. Gesetzgebungsperiode listet alle Abgeordneten zum Salzburger Landtag in der 11. Gesetzgebungsperiode bzw. 15. Wahlperiode auf. Die Gesetzgebungsperiode dauerte von der Konstituierung des Landtags am 2. Mai 1994 bis zum 26. April 1999. Die Konstituierung des nachfolgenden Landtags der 12. Gesetzgebungsperiode erfolgte am 27. April 1999.
Bei der Landtagswahl 1994 verlor die Österreichische Volkspartei (ÖVP) nach 1999 erneut Stimmenanteil und büßte zwei ihrer ehemals 16 Mandate ein. Die ÖVP stellte daraufhin im neugewählten Landtag nur noch 14 der insgesamt 36 Landtagsabgeordneten. Auch die Sozialdemokratische Partei Österreichs (SPÖ) verlor ein Mandat und entsandte 11 Mandatare in den neuen Landtag. Die Freiheitliche Partei Österreichs (FPÖ) verbuchte hingegen erneut Gewinne und stellte in der Folge acht statt sechs Landtagsabgeordnete, zudem gewann die Bürgerliste Salzburg (BL) ein Mandat und entsandte drei Landtagsabgeordnete in den Landtag.
Nach der Angelobung der Landtagsabgeordneten erfolgte am 2. Mai 1994 die Wahl der Landesregierung Katschthaler II, die damit der Landesregierung Katschthaler I nachfolgte.

## Funktionen

### Landtagspräsidenten
Der amtierende Landtagspräsident Helmut Schreiner (ÖVP) übernahm auch in der neuen Landtagsperiode das Amt des Landtagspräsidenten. Auch Walter Thaler (SPÖ) wurde erneut in das Amt des Zweiten Landtagspräsidenten gewählt. Durch die Gewinne der FPÖ verlor die ÖVP jedoch den Anspruch auf das Amt des Dritten Landtagspräsidenten, woraufhin Margot Hofer (FPÖ) in dieses Amt gewählt wurde. Die Wahl der drei Landtagsabgeordneten erfolgte am 2. Mai 1994. Nach dem Mandatsverzicht von Hofer am 11. November 1997 wurde Wolfgang Haider am Folgetag als Nachfolger gewählt.

### Landtagsabgeordnete
| Name                       | Fraktion | Anmerkung                                         |
| -------------------------- | -------- | ------------------------------------------------- |
| Blattl Rosemarie           | FPÖ      |                                                   |
| Böhm Alexander             | SPÖ      | bis 8. Dezember 1998                              |
| Bommer Maria               | SPÖ      |                                                   |
| Burgstaller Gabi           | SPÖ      |                                                   |
| Burtscher Christian        | BL       |                                                   |
| Firlei Klaus               | SPÖ      |                                                   |
| Fletschberger Theresia     | ÖVP      |                                                   |
| Forsthuber Martin          | ÖVP      | am 24. April 1996 für Franz Schausberger angelobt |
| Fritzenwallner Josef Franz | FPÖ      |                                                   |
| Griessner Georg            | ÖVP      |                                                   |
| Haider Wolfgang            | FPÖ      |                                                   |
| Hochreiter Karoline        | BL       |                                                   |
| Hofer Margit               | ÖVP      |                                                   |
| Hofer Margot               | FPÖ      | Mandatsverzicht nach Wahl in die Landesregierung  |
| Höggerl Gerhard            | FPÖ      |                                                   |
| Holztrattner Johann        | SPÖ      |                                                   |
| Hornegger Franz            | FPÖ      |                                                   |
| Illmer Simon               | ÖVP      |                                                   |
| Karl Anton                 | ÖVP      |                                                   |
| Lechenauer Peter           | FPÖ      |                                                   |
| Lienbacher Johann          | ÖVP      |                                                   |
| Mayr Josef                 | SPÖ      |                                                   |
| Meisl Matthias             | BL       |                                                   |
| Mödlhammer Helmut          | ÖVP      |                                                   |
| Naderer Helmut             | FPÖ      |                                                   |
| Neureiter Michael          | ÖVP      |                                                   |
| Nindl Gottfried            | ÖVP      |                                                   |
| Oberndorfer Monika         | SPÖ      |                                                   |
| Rainer Wolfgang            | SPÖ      |                                                   |
| Roßmann Werner             | ÖVP      |                                                   |
| Saliger Wolfgang           | ÖVP      |                                                   |
| Saller Josef               | ÖVP      |                                                   |
| Schausberger Franz         | ÖVP      | Mandatsverzicht nach Wahl in die Landesregierung  |
| Schnell Karl               | FPÖ      | am 12. November 1997 für Margot Hofer angelobt    |
| Schreiner Helmut           | ÖVP      |                                                   |
| Schröcker Alfons           | SPÖ      |                                                   |
| Strebl Anita               | SPÖ      |                                                   |
| Thaler Walter              | SPÖ      |                                                   |
| Zehentner Robert           | SPÖ      | am 9. Dezember 1998 für Alexander Böhm angelobt   |